# Dectaflur
Dectaflur (INN) ist ein Wirkstoff, der lokal zur Prophylaxe von Zahnkaries und Parodontitis angewendet wird.
Chemisch handelt es sich um das Hydrofluorid eines langkettigen primären Amins. Dectaflur zählt zur Stoffgruppe der Aminfluoride.

## Herstellung
Dectaflur, H3C–(CH2)7CH=CH–(CH2)7CH2–NH2 · HF, entsteht durch die Umsetzung äquimolarer Mengen von 9-Octadecenylamin mit Flusssäure.

## Toxikologie
In Deutschland sind Aminfluorid-haltige Arzneimittel zur Zahnpflege verschreibungspflichtig, ausgenommen als Gele in Packungsgrößen bis zu 25 Gramm, sofern auf der Verpackung angegeben ist, dass die Anwendung beschränkt ist auf Erwachsene und Kinder ab dem vollendeten 6. Lebensjahr sowie auf eine einmalige Dosis pro Woche, die einem Fluoridgehalt bis zu 7 mg entspricht.

## Handelsnamen
Kombinationspräparate
Elmex®gelée (CH, A, D)